# ابراهیم فرر
ابراهیم فرر (اسپانیایی: Ibrahim Ferrer‎؛ ۲۰ فوریهٔ ۱۹۲۷ – ۶ اوت ۲۰۰۵) موسیقی‌دان و خواننده اهل کوبا بود. وی بین سال‌های ۱۹۳۹ تا ۲۰۰۵ میلادی فعالیت می‌کرد.
از فیلم‌ها یا برنامه‌های تلویزیونی که وی در آن نقش داشته است می‌توان به بوئنا ویستا سوشیال کلاب اشاره کرد.